# Scotinella dixiana
Scotinella dixiana är en spindelart som beskrevs av Roddy 1957. Scotinella dixiana ingår i släktet Scotinella och familjen flinkspindlar. Inga underarter finns listade i Catalogue of Life.